# Communauté de communes du pays de Sarre-Union
La Communauté de communes du pays de Sarre-Union est une ancienne structure intercommunale située dans le département du Bas-Rhin et la région Grand Est, qui regroupait 13 communes.

## Historique
La communauté de communes du Pays de Sarre-Union a été créée 30 décembre 1998, et a cessé d'exister le 31 décembre 2016, après la fusion avec la communauté de communes de l'Alsace Bossue.

## Composition
- Altwiller (1 délégué)
- Bissert (1 délégué)
- Domfessel (1 délégué)
- Harskirchen (1 délégué)
- Herbitzheim (2 délégués)
- Hinsingen (1 délégué)
- Keskastel (2 délégués)
- Oermingen (2 délégués)
- Rimsdorf (1 délégué)
- Sarre-Union (4 délégués)
- Sarrewerden (2 délégués)
- Schopperten (1 délégué)
- Vœllerdingen (1 délégué)

## Administration
La communauté de communes du Pays de Sarre-Union avait son siège à Sarre-Union. Son dernier président était Marc Sene, maire de Sarre-Union.